# Bul le Mérite
Der Bul le mérite ist eine vom Bund Deutscher Kriminalbeamter (BDK) vergebene Auszeichnung, mit der Personen des öffentlichen Lebens, die sich in besonderer und oft in ganz unterschiedlicher Weise um die Innere Sicherheit verdient gemacht haben, ausgezeichnet werden.

## Geschichte
Die Auszeichnung wurde erstmals im Jahr 1975 verliehen. Fritz Krug, der damalige Bonner Bezirksvorsitzende des BDK, hatte die Idee und kreierte diesen BDK-Verdienstorden. Der Name rührt vom einstigen Verdienstorden Preußens Pour le Mérite und wurde verballhornt mit der scherzhaften Bezeichnung für einen Polizeibeamten Bulle. Als Plattform für die Ehrungszeremonie wurde deswegen auch bewusst einerseits ein heiterer Rahmen gesucht, der aber andererseits den dahinter stehenden Ernst und Sinn nicht schmälern sollte. Eine schon seit 1970 vom BDK durchgeführte Karnevalsveranstaltung schien dafür geeignet. Von 1975 bis 2003 fand die Verleihung im Rahmen einer Karnevalsprunksitzung vor 800 – 1000 Gästen in der Stadthalle in Bonn-Bad Godesberg statt.
Seit 2004 wird die Verleihung der Auszeichnung in einem gesonderten Festakt vorgenommen.

## Preisträger
- 1975: Eduard Zimmermann – Fernsehfahnder: Aktenzeichen XY … ungelöst
- 1976: Heinz Schwarz – Innenminister von Rheinland-Pfalz
- 1977: Adelheid Werner – Oberstaatsanwältin in Frankfurt/M.
- 1978: Rolf Weinberger – Kriminaldirektor a. D.
- 1979: Hans-Jochen Vogel – Bundesjustizminister
  Ulrich Wegener – Kommandeur der GSG 9 des BGS
- 1980: Hans-Dietrich Genscher – Bundesaußenminister
- 1981: Kurt Rebmann – Generalbundesanwalt
- 1982: Uwe Barschel – Innenminister von Schleswig-Holstein
- 1983: Alfred Stümper – Landespolizeipräsident von Baden-Württemberg
- 1984: Heinrich Lummer – Innensenator von Berlin
- 1985: Axel Wernitz – Vorsitzender des Innenausschusses
- 1986: Ekkehard Gries – Ex-Innenminister von Hessen
- 1987: Hans-Dieter Schwind – Kriminologe
- 1988: Gerhard Boeden – Präsident des Bundesamtes für Verfassungsschutz
- 1989: Horst Tappert – Schauspieler
- 1990: Roger Bouiller – Generalsekretär der CESP
- 1991: Franz-Josef Antwerpes – Regierungspräsident in Köln
- 1992: Edmund Stoiber – Innenminister des Landes Bayern
- 1993: Hans-Ludwig Zachert – Präsident des Bundeskriminalamtes
- 1994: Christian Pfeiffer – Kriminologe
- 1995: Heinz Eggert – Staatsminister des Innern, Sachsen
- 1996: Jürgen Storbeck – Leiter Aufbaustab Europol
- 1997: Dieter Langendörfer – Ehemaliger Soko-Leiter Reemtsma, Hamburg
- 1998: Ottfried Fischer – Schauspieler und Kabarettist
- 1999: Jürgen Roters – Polizeipräsident von Köln
- 2000: Otto Schily – Bundesinnenminister
- 2001: Rolf Rojek – Vorsitzender Fanclub Schalke
- 2002: Lea Ackermann – Ordensschwester
- 2003: Lothar Herrmann – Kriminalbeamter
- 2004: Michael Esper – Opferschutzbund Djerba e. V.
- 2005: Roman Reusch – Staatsanwalt (Berlin)
  Peter Vogt – Staatsanwalt (Halle)
  Wolfgang Schaupensteiner – Staatsanwalt (Frankfurt am Main)
  Egbert Bülles – Staatsanwalt (Köln)
- 2006: Johannes Podolsky – Kriminalbeamter
- 2007: Serap Çileli – Menschenrechtlerin
- 2008: Wolfgang Bosbach – CDU-Politiker
- 2009: Ralf Kownatzki – Kinderarzt
  Heinz Sprenger – Kriminalbeamter
- 2010: Kirsten Heisig – Jugendrichterin – Berlin
- 2011: Elmar Theveßen – Fernsehjournalist
- 2012: Jörg Ziercke – Präsident des Bundeskriminalamtes
- 2013: Hartmut Brenneisen – Dekan an der FHVD
- 2014: Transparency International Deutschland – gemeinnützige Nichtregierungsorganisation
- 2015: Krimiformate Tatort und Polizeiruf 110
- 2016: Amadeu Antonio Stiftung
- 2017: Thomas de Maizière – Bundesinnenminister
- 2018: Hildegard Leist und Franz-Josef Möllerbernd – stellvertretend für die Gründungsväter des BDK[1]
- 2020: Britta Bannenberg –  Rechtswissenschaftlerin und Kriminologin
- 2023: Nino Goldbeck – Oberstaatsanwalt
- 2025: Jürgen Stock – Generalsekretär von Interpol